# Alois Podstatzky-Lichtenstein
Alois Podstatzký-Lichtenstein (5. září 1905 Veselíčko – 18. února 1982 Salcburk) byl český šlechtic z rodu Podstatzky-Lichtenstein.

## Život
Alois Podstatzký-Lichtenstein vystudoval práva. V době druhé světové války pomáhal v protinacistickém odboji a v zámeckém parku ukrýval zbraně. Spolupracoval také s Miladou Horákovou, kvůli čemuž byl nucen v roce 1948 i s rodinou opustit Československo, což se mu podařilo díky pasu italského velvyslance. Přes Rakousko a Itálii odcestoval s rodinou do Chile. Zde se zpočátku živil jako zemědělec a pak odešel do hor, kde pracoval v klubu americké těžební společnosti jako barman a pak jako šéf klubu.
Po pěti letech se vrátili do Evropy. V německém Mnichově pracoval v pivovaru hraběte Arca a před svým odchodem do penze pracoval v advokátní kanceláři. Po odchodu na odpočinek se s manželkou odstěhoval do Salcburku.